# Drishyam
Drishyam (ദൃശ്യം) è un film del 2013 diretto da Jeethu Joseph.

## Trama
Un uomo cerca di salvare con misure disperate la sua famiglia dal lato oscuro della legge, dopo che hanno commesso un crimine inaspettato.